# 坂野比呂志
坂野 比呂志（さかの ひろし、1911年（明治44年）10月6日 - 1989年（平成元年）5月25日）は、昭和時代の漫談家。活動弁士を経て、浅草名物の芸人となった。ガマの油売りやバナナの叩き売り等の物売り芸（大道芸）で、1982年（昭和57年）第37回文化庁芸術祭大衆芸能部門1部大賞受賞。

## 生涯
東京・深川に生まれる。活動弁士・熊岡天堂の弟子となった後、浅草オペラの田谷力三や榎本健一の舞台を踏み、軽演劇、漫才、漫談、司会など、スタイルを変えながらも、第二次世界大戦前後も浅草を離れることなく芸能活動を続けた根っからの「浅草芸人」で、浅草の生き字引と呼ばれた。
1945年（昭和20年）、陸軍恤兵部から命令を受けた松竹演芸部の仕事で慰問団の一員として満州に渡り「比呂志・美津子」の名で夫婦漫才を行なった。その最中に日本が敗戦したことを知った。また、満州映画協会（満映）の傍系である満洲演芸協会の仕事を請け負っていたこともあってか満映の理事長だった甘粕正彦の服毒自殺に偶然立ち会っている。
この慰問団には後にその道の大家として知られることとなる落語家の6代目三遊亭圓生や5代目古今亭志ん生、講釈師の国井紫香（2代目猫遊軒伯知）といった錚々たるメンバーが参加していた。
1982年（昭和57年）度第37回文化庁芸術祭（大衆芸能部門）に、「大道芸＝坂野比呂志の世界」公演（於・木馬亭）で参加し、大賞を受賞した。がまの油売り、バナナの叩き売り、物売り口上など、演目は三十数種を数える。
晩年の1985年、大道芸で遊ぼうという趣旨で集まった有志十数人で結成した「大江戸観光倶楽部」に大道芸の指導を依頼され、1987年1月、「大江戸観光倶楽部」を母体に坂野の要望により、正式に坂野比呂志大道芸塾が発足した（「浅草雑芸団」）。
古舘伊知郎がフリーアナウンサーになった直後、坂野を紹介されて一年ほど通い、人の心をつかむ話芸や語り口について学んでいる。坂野が亡くなった後、古舘は遺族から坂野の声を録音したテープを託された。

## ラジオ出演
- 1946.11.18 農家へ送る夕、漫才「結婚学テキスト」坂野比呂志、小林美津子[7]

## 映画
- 『さくら盃・義兄弟』　1969年3月29日公開
- 『時代屋の女房』　1983年3月19日公開
- 『次郎物語』　1987年7月4日公開

## 著書
- 『香具師の口上でしゃべろうか』草思社、1984年1月

## 音源
- 「大道芸」キングレコード、KHA1007。解説二葉百合子。CD付き書籍以外。